# Giuseppe De Notaris
Giuseppe De Notaris ( 5 de abril de 1805 - 22 de enero de 1877 ) fue un médico, botánico, pteridólogo, briólogo, micólogo, y algólogo italiano.

## Algunas publicaciones
- 1837. Muscologiae italicae spicilegium

- 1838. Syllabus muscorum in Italia et in insulis circumstantibus hucusque cognitorum

- 1839. Florula Caprariae : sive, Enumeratio plantarum in insula Capraria : vel sponte nascentium vel ad utilitatem latius excultarum con Giuseppe Giacinto Moris

- 1844. Canno sulla tribú de' pirenomiceti sferiacei e descrizione di alcuni nuovi generi del professore Giuseppe de Notaris

- 1844. Repertorium florae Ligusticae

- 1846.  Prospetto della flora ligustica e dei zoofiti del more Ligustico

- 1849.  Frammenti lichenografici di un lavoro inedito del cav. prof. Giuseppe de Notaris. Su alcuni generi delle Parmeliacee

- 1852. Agrostograhiae Aegyptiacae fragmenta, con Antonio Bey Figari

- 1862. Musci italici

- 1863. Sferiacei Italici. Centuria II

- 1869. Epilogo della Briologia Italiana,[1]

## Honores

### Eponimia
- (Poaceae) Aira notarisiana Steud.[2]

- Calle de Roma

- La abreviatura «De Not.» se emplea para indicar a Giuseppe De Notaris como autoridad en la descripción y clasificación científica de los vegetales.[3]